# Pleurotroppopsis javana
Pleurotroppopsis javana är en stekelart som först beskrevs av Boucek 1976.  Pleurotroppopsis javana ingår i släktet Pleurotroppopsis och familjen finglanssteklar. Inga underarter finns listade i Catalogue of Life.